# 81-я западноафриканская дивизия
81-я западноафриканская дивизия — колониальное воинское формирование Вооружённых сил Великобритании периода Второй мировой войны. Подразделение участвовало в Бирманской кампании. Как отмечал генерал-лейтенант Уильям Слим, дивизия отметилась использованием носильщиков для переброски боеприпасов и тяжёлого вооружения, а также большим уделом европейцев в личном составе (50-60 человек на батальон).

## История
Инициатором создания данной дивизии был генерал Джордж Гиффард, начальник западноафриканского командования британской армии. Он имел большой опыт работы с африканскими войсками и очень хотел, чтобы они приняли участие в боевых действиях. Официально подразделение сформировано 1 марта 1943 года. Основой новой дивизии послужили Королевские пограничные силы Западной Африки. Одна из бригад (3-я западноафриканская) и несколько вспомогательных подразделений, входивших в состав формирование, уже участвовали в боях против итальянцев в Восточной Африке.
Символом дивизии был чёрный паук на жёлтом фоне. Насекомое являлось отсылкой к Ананси, персонажу мифологии народа ашанти.
14 августа части дивизии прибыли в Британскую Индию. Основные силы формирования приняли участие во второй Араканской кампании с февраля по май 1944 года, действуя в долине Каладан на фланге 15-го индийского корпуса. В конце марта значительные японские подкрепления (в том числе часть войск Индийской национальной армии) обошли дивизию с фланга и вынудили её отступить в долину Калапанзин. В августе западноафриканцы вновь вошли в Каладан, вынудив японцев и коллабарантов покинуть Моудок. Затем части дивизии продвинулась вниз по долине и 28 января 1945 года достигли Мёхаунга.
22 апреля 1945 года западноафриканцы выведены в тыл на отдых. 31 августа они были возвращены на родину, и 81-я дивизию расформировали.

## Командиры
- Генерал-майор Кристофер Вулнер, с 3 марта 1943 г.
- Генерал-майор Фредерик Джозеф Лофтус-Тоттенхэм, с 3 августа 1943 г. по 31 августа 1945 г.
  - за исключением:
    - 15–26 августа 1944 г., бригадный генерал Э. Коллинз.
    - 31 января — 2 марта 1945 г., бригадный генерал А. Крук.

## Состав
- 3-я пехотная бригада[3][4][5]
- 5-я пехотная бригада[5][4]
- 6-я пехотная бригада[5][4]

## Фотоснимки

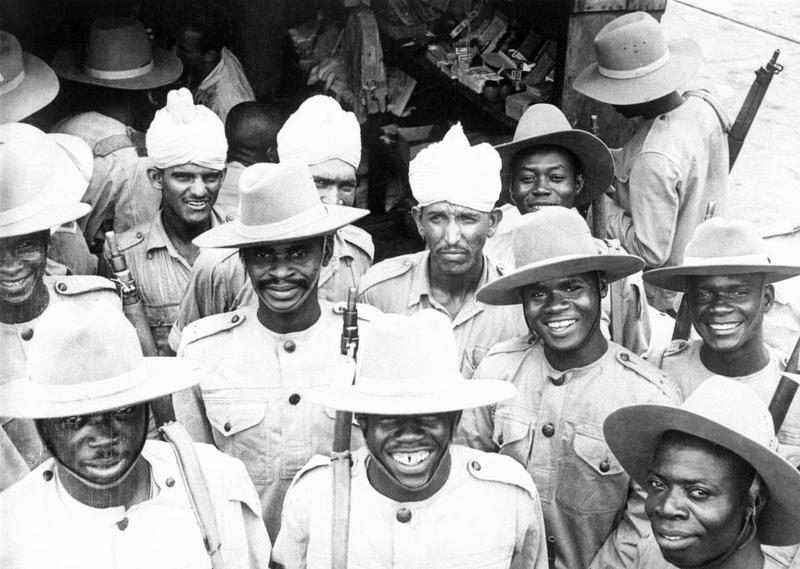
Бойцы 81-й дивизии вместе с индийскими солдатами.
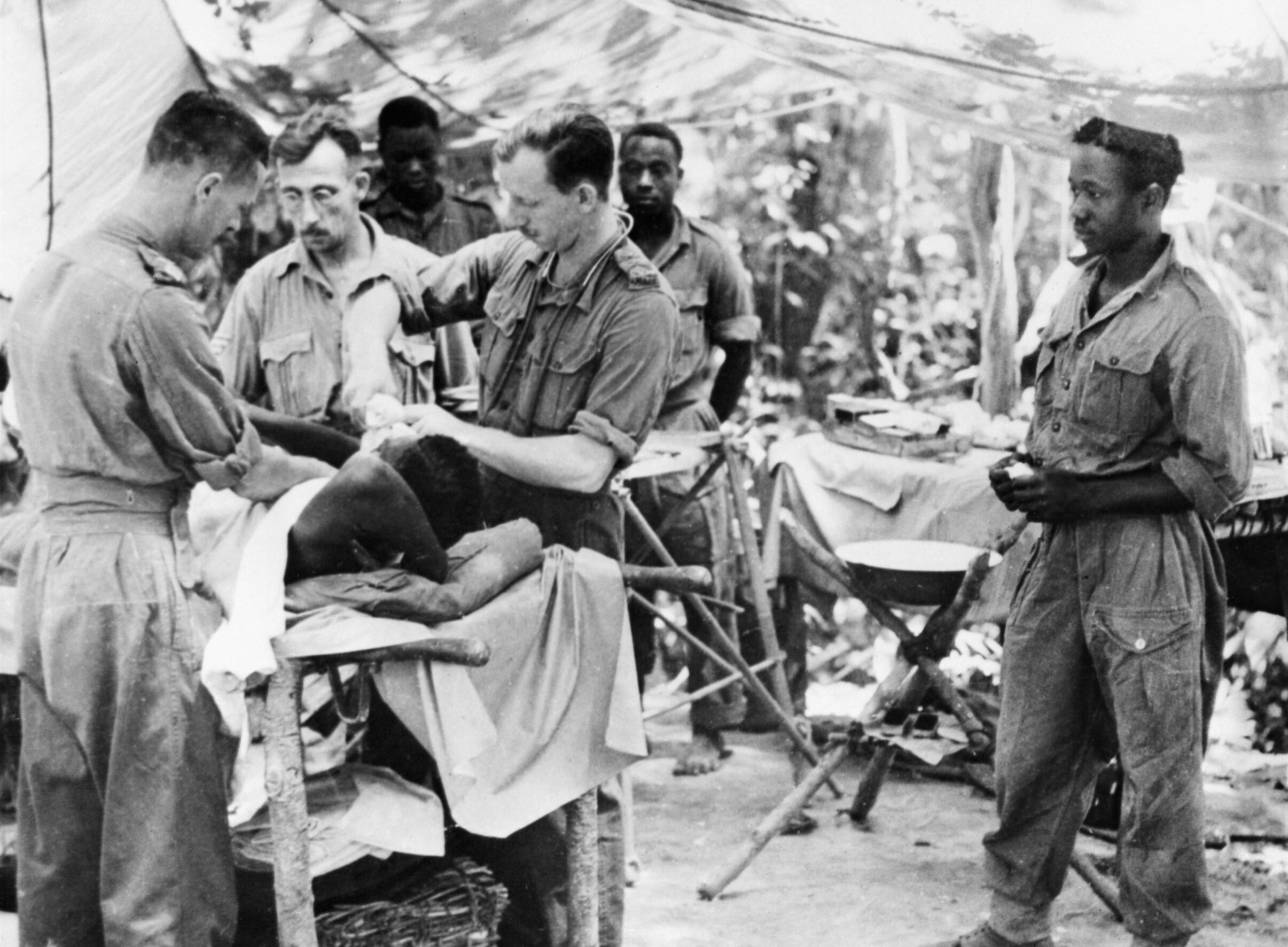
Врачи оперируют раненого военнослужащего 81-й дивизии в Бирме, август 1944 года.